# Джавад Форугі
Джавад Форугі (перс. جواد فروغی, нар. 11 вересня 1979) — іранський стрілець, олімпійський чемпіон 2020 року.

## Кар'єра
24 липня 2021 року Джавад Форугі став олімпійським чемпіоном у стрільбі з пневматичного пістолету на 10 метрів. У кваліфікації спортсмен набрав 580 очків та посів п'яте місце. У фінальній сесії стрілець з перших пострілів захопив лідерство, впевнено лідируючи після кожного пострілу. У підсумку він переміг, встановивши новий олімпійський рекорд (244.8).

## Виступи на Олімпіадах
| Олімпіада  | Дисципліна                       | Місце |
| ---------- | -------------------------------- | ----- |
| Токіо 2020 | пневматичний пістолет, 10 метрів | 1     |

## Зовнішні посилання
- Джавад Форугі [Архівовано 23 січня 2021 у Wayback Machine.] на сайті ISSF